# Campeonato Mundial de Badminton de 2010
O Campeonato Mundial de Badminton de 2010 foi a 18º edição do torneio realizado em Paris, França, de 23 de agosto a 29 de agosto de 2010. O campeonato foi realizado no Stade Pierre-de-Coubertin.

## Resultados
| Evento            | Ouro                         | Prata                                    | Bronze                                                                                  |
| ----------------- | ---------------------------- | ---------------------------------------- | --------------------------------------------------------------------------------------- |
| Simples masculino | Chen Jin · China             | Taufik Hidayat · Indonésia               | Park Sung-Hwan · Coreia do Sul Peter Gade · Dinamarca                                   |
| Duplas masculinas | Cai Yun · Fu Haifeng · China | Koo Kien Keat · Tan Boon Heong · Malásia | Guo Zhendong · Xu Chen · China Markis Kido · Hendra Setiawan · Indonésia                |
| Simples feminino  | Lin Wang · China             | Wang Xin · China                         | Tine Baun · Dinamarca Wang Shixian · China                                              |
| Duplas femininas  | Du Jing · Yu Yang · China    | Ma Jin · Xiaoli Wang · China             | Cheng Shu · Zhao Yunlei · China Cheng Wen-Hsing · Chien Yu-Chin · Taipé Chinesa         |
| Duplas mistas     | Zheng Bo · Ma Jin · China    | He Hanbin · Yu Yang · China              | Ko Sung-Hyun · Ha Jung-Eun · Coreia do Sul Lee Sheng-Mu · Chien Yu-Chin · Taipé Chinesa |

## Quadro de Medalhas
| Ordem | País          | Medalha de ouro | Medalha de prata | Medalha de bronze | Total |
| ----- | ------------- | --------------- | ---------------- | ----------------- | ----- |
| 1     | China         | 5               | 3                | 3                 | 11    |
| 2     | Indonésia     | 0               | 1                | 1                 | 2     |
| 3     | Malásia       | 0               | 1                | 0                 | 1     |
| 4     | Taipé Chinesa | 0               | 0                | 2                 | 2     |
| 4     | Dinamarca     | 0               | 0                | 2                 | 2     |
| 4     | Coreia do Sul | 0               | 0                | 2                 | 2     |
| Total | Total         | 5               | 5                | 10                | 20    |

## Ligações Externas
- Sítio oficial